# Hell on Heels
Hell on Heels (2011) è l'album di debutto del trio country delle Pistol Annies formato da Miranda Lambert, Ashley Monroe e Angaleena Presley.  Con oltre 44 000 copie vendute nella prima settimana dalla pubblicazione, l'album si collocò alla prima posizione del Country Album Chart di Billboard.  Anche la critica musicale accolse l'album con estremo favore; la valutazione di Metacritic, mediata su 9 recensioni, risultò essere 84/100.  Il New York Times definì Hell on Heels il miglior album del 2011.

## Tracce
1. Hell on Heels  (Lambert/Monroe/Presley)
2. Lemon Drop (Presley)
3. Beige (Lambert/Monroe)
4. Bad Example (Lambert/Monroe)
5. Housewife's Prayer (Lambert/Monroe/Presley)
6. Takin' Pills (Lambert/Monroe/Presley)
7. Boys From the South (Lambert/Monroe)
8. The Hunter's Wife (Presley)
9. Trailer for Rent (Lambert)
10. Family Feud (Lambert/Monroe/Presley/Blake Shelton)